# Foul Play
 (octobre 2017).
Si vous disposez d'ouvrages ou d'articles de référence ou si vous connaissez des sites web de qualité traitant du thème abordé ici, merci de compléter l'article en donnant les références utiles à sa vérifiabilité et en les liant à la section « Notes et références ».
Foul Play est un jeu vidéo de type beat them all développé par Mediatonic et édité par Devolver Digital, sorti en 2013 sur Windows, Mac, Linux, PlayStation 4, Xbox 360 et PlayStation Vita.

## Système de jeu
Foul Play est un beat'em all jouable en coopération et en side-scrolling se déroulant sur la scène d'un théâtre, devant l'audience. Le but du joueur est d'enchaîner beaucoup de combos et d'attaques pour amuser l'audience et utiliser des techniques spéciales dévastatrices.

## Synopsis
Le joueur incarne le Baron Dashforth, un chasseur de démons accompagné de Scampwick, son assistant. Ils se retrouvent tous les deux dans un théâtre et doivent découvrir ce qui ne va pas ainsi que l'origine du foul play (littéralement et mal traduit, le "jeu irrégulier").

## Accueil
Foul Play reçut des critiques différentes selon les sites/journaux spécialisés. IGN lui donne 8,1/10, le qualifiant de "l'un des beat'em all les plus imaginatifs, avec des points bonus pour le style, à plus d'un titre". GameSpot donne 6/10 à la version Xbox 360, récompensant son scénario et ses graphismes, mais critiquant la nature répétitive du jeu.